# Nokia E61
Pour les articles homonymes, voir E61.
Le Nokia E61 est un smartphone de la Série E. Il fonctionne avec Symbian S60 ciblant les utilisateurs d'affaires sur le marché européen. Au 4e trimestre de 2006, Cingular and Rogers Wireless ont déployé une version similaire mais restreint désigné le Nokia E62 aux États-Unis et au marché brésilien. Le E62 est sensiblement similaire, mais sans Wi-Fi 802.11 ou W-CDMA (UMTS) 3G. Le Nokia E61 prend en charge les bandes 900/1800/1900, tandis que E62 peut fonctionner en 850/900/1800/1900 afin de fonctionner avec les réseaux américains différents des autres pays.
Le 12 février 2007, Nokia a annoncé que le E61i serait la version suivante du E61.

## Caractéristiques
- Système d'exploitation Symbian OS S60 troisième édition
- GSM/EDGE/3G
- 117 × 69,7 × 14 mm pour 144 grammes (E61) et 150 grammes (E61i)
- Écran de 2,8 pouces
- Mémoire : 50 Mo extensibles par carte mémoire Mini SD (2 Go Maximum)
- Appareil photo numérique Le E61 n'a pas d'APN, mais le modèle E61i dispose d'un APN de 2 MégaPixels
- Wi-Fi b,g
- Clavier Qwerty ou Azerty
- Bluetooth 1.2  (723,1 kbit/s)
- infrarouge
- DAS : 0,79 W/kg (E61) et 0,90 W/kg (E61i).